# Lovreć
Lovreć är en ort i Kroatien.   Den ligger i länet Split-Dalmatien, i den sydöstra delen av landet, 270 km söder om huvudstaden Zagreb. Lovreć ligger 668 meter över havet och antalet invånare är 860.
Terrängen runt Lovreć är kuperad. Runt Lovreć är det tätbefolkat, med 369 invånare per kvadratkilometer. Närmaste större samhälle är Baška Voda, 16,4 km söder om Lovreć. Omgivningarna runt Lovreć är en mosaik av jordbruksmark och naturlig växtlighet.